# Ivan Goran Kovačić
Ivan Goran Kovačić (n. 21 martie 1913 - d. 13 iulie 1943) a fost un poet croat, cel mai valoros din această țară din secolul XX.
A evocat în special războiul de eliberare națională a Iugoslaviei, descriind vitejia partizanilor în lupta împotriva ocupației fasciste.

## Biografie
Scriitorul croat Ivan Goran Kovačić s-a alăturat partizanilor din Croația. El a scris poemul său epic „Jama” (Groapa) în această perioadă și l-a terminat în Livno. Când forțele croate Ustașa au dat afară partizanii din Livno în octombrie 1942, circa 1500 de civili din Livno și din zonă au ales să plece împreună cu partizanii în exil. Teritoriul pe care partizanii iugoslavi l-au eliberat și pe care au reușit să-l păstreze sub controlul lor din noiembrie 1942 până în ianuarie 1943 (numit Republica Bihać) a inclus toate zonele rurale din vestul Herțegovinei la vest de Neretva și Široki Brijeg, inclusiv orașul Livno.

## Scrieri
- 1932: Lirică ("Lirika")
- 1936: Zilele mâniei ("Dani gnjeva")
- 1943: Cântece croate de partizani ("Hrvatske pjesme partizanke")
- 1944: Groapa ("Jama").

## Reflectare în cultură
- poezia intitulată Mormântul lui Goran Kovačić scrisă de  Paul Éluard
- filmul iugoslav Ivan Goran Kovačić, apărut în 1979
- cântecul Hollow Of The Innocent Victims al formației Warnament, inspirat după poezia Groapa